# Xanthium sibiricum
Lo Cang Er Zi (Xanthium sibiricum, Patr.) appartiene alla famiglia delle Asteraceae.